# Recopa d'Europa de futbol 1961-62
La Recopa d'Europa de futbol 1961-62 fou la segona edició de la Recopa d'Europa de futbol. La final fou guanyada per l'Atlètic de Madrid enfront l'ACF Fiorentina.

## Ronda preliminar
| Equip 1                 | Global | Equip 2                | Anada | Tornada |
| ----------------------- | ------ | ---------------------- | ----- | ------- |
| Swansea Town            | 3-7    | Motor Jena             | 2-2   | 1-5     |
| FC La Chaux-de-Fonds    | 6-7    | Leixões SC             | 6-2   | 0-5     |
| Glenavon FC             | 2-7    | Leicester City         | 1-4   | 1-3     |
| CS Sedan Ardennes       | 3-7    | Atlético de Madrid     | 2-3   | 1-4     |
| SK Rapid Wien           | 5-2    | Spartak Varna          | 0-0   | 5-2     |
| Floriana Football Club  | 4-15   | Újpest Dózsa SC        | 2-5   | 2-10    |
| Dunfermline Athletic FC | 8-1    | St. Patrick's Athletic | 4-1   | 4-0     |

## Primera ronda
| Equip 1                 | Global | Equip 2             | Anada | Tornada |
| ----------------------- | ------ | ------------------- | ----- | ------- |
| Motor Jena              | 9-2    | Alliance Dudelange  | 7-0   | 2-2     |
| Leixões SC              | 2-1    | Progresul Bucureşti | 1-1   | 1-0     |
| Werder Bremen           | 5-3    | AGF                 | 2-0   | 3-2     |
| Leicester City          | 1-3    | Atlético de Madrid  | 1-1   | 0-2     |
| Olympiacos              | 2-4    | Dynamo Žilina       | 2-3   | 0-1     |
| ACF Fiorentina          | 9-3    | SK Rapid Wien       | 3-1   | 6-2     |
| Ajax                    | 3-4    | Újpest Dózsa SC     | 2-1   | 1-3     |
| Dunfermline Athletic FC | 5-2    | FK Vardar           | 5-0   | 0-2     |

## Quarts de final
| Equip 1         | Global | Equip 2                   | Anada | Tornada |
| --------------- | ------ | ------------------------- | ----- | ------- |
| Motor Jena      | 4-2    | Leixões SC                | 1-1   | 3-1     |
| Werder Bremen   | 2-4    | Atlético de Madrid        | 1-1   | 1-3     |
| Dynamo Žilina   | 3-4    | ACF Fiorentina            | 3-2   | 0-2     |
| Újpest Dózsa SC | 5-3    | Dunfermline Athletic F.C. | 4-3   | 1-0     |

## Semifinals
| Equip 1        | Global | Equip 2            | Anada | Tornada |
| -------------- | ------ | ------------------ | ----- | ------- |
| Motor Jena     | 0-5    | Atlético de Madrid | 0-1   | 0-4     |
| ACF Fiorentina | 3-0    | Újpest Dózsa SC    | 2-0   | 1-0     |

## Final
| Equip 1            | Global | Equip 2        | Anada | Tornada |
| ------------------ | ------ | -------------- | ----- | ------- |
| Atlético de Madrid | 1-1    | ACF Fiorentina | -     | -       |

### Repetició
| Equip 1            | Global | Equip 2        | Anada | Tornada |
| ------------------ | ------ | -------------- | ----- | ------- |
| Atlético de Madrid | 3-0    | ACF Fiorentina | -     | -       |

| Guanyador de la Recopa d'Europa 1961-62 |
| --------------------------------------- |
| Atlético de Madrid Primer títol         |